# Демократия — низвергнутый бог
«Демократия — низвергнутый Бог» (англ. Democracy — The God That Failed) — книга, опубликованная в 2001 году немецко-американским экономистом и философом Хансом-Херманом Хоппе.

## Описание
Основная тема книги — анализ влияния демократии на общество, а также сравнение и противопоставление демократии другим формам социальной и политической организации, таким как монархическая или концепции естественного порядка Хоппе, что является развитием анархо-капиталистической теории Мюррея Ротбарда. Современный «демократический республиканизм западного типа» автор рассматривает в свете «различных очевидных неудач», которыми он называет рост безработицы, увеличение государственного долга и государственных расходов, рост федерального правительства и разоряющее государство всеобщего благосостояния. В книге делается вывод о том, что демократия является основной причиной децивилизации, охватившей мир со времён Первой мировой войны, и что она должна быть делегитимизирована. Название книги представляет собой аллюзию к работе 1949 года, которая была написана 6 бывшими коммунистами, разочаровавшимися в своей идеологии.
Центральное место в аргументации Хоппе против демократии, которую он характеризует как «государственную власть», а монархию как «частную власть», занимает теория временных предпочтений. Согласно ей временные предпочтения можно рассматривать как степень, в которой индивид предпочитает благо в настоящем точно такому же благу в будущем. Хоппе утверждает, что в целом развивающееся общество увидит снижение временных предпочтений к нулю (но никогда не достигнет нуля), потому что по мере того, как люди становятся богаче, им потребуется меньшая часть их богатства для удовлетворения текущих потребностей и, следовательно, больше ресурсов для удовлетворения будущих потребностей. Или, другими словами, по мере развития общества в среднем у отдельных людей будет более высокая норма сбережений. Таким образом, утверждает автор, демократический избранник является «временным опекуном» и не заинтересован в долгосрочном росте благосостояния страны, в то время как монарх, фактический владелец всей государственной собственности, будет увеличивать капитальные блага.
Помимо этого, в книге рассматриваются вопросы экономической истории, возможности социализма и экономическо-этической обоснованности государственной собственности, вопрос иммиграции в и сецессии рамках государственного строя и либертарианской модели, возможности минимального государства и ошибок классического либерализма, а также последовательное развитие и описание анархо-капиталистического общества под названием «естественный порядок». Сама книга является сборником эссе, написанных с 1990 по 2001 год, которые автор собрал и дополнил. Он отмечает, что все главы являются обособленными и могут быть прочитаны отдельно, из-за чего может присутствовать дублирование некоторых тем, которые «в конечном счёте собираются в единое и расширяющееся теоретическое целое».

## Реакция
Книга вызвала неоднозначную реакцию среди публики. В частности, из-за фразы Хоппе о «„физическом удалении“ геев, мусульман, коммунистов из либертарианского общества». Впоследствии эта фраза стала интернет-мемом. Позже в одном из своих интервью Хоппе разъяснил, что «физическое удаление» подразумевает дистанцирование путём остракизма, высмеивания и подобных мер, а не что-либо иное.
В академической среде книга получила более хвалебные отзывы. Уолтер Блок, коллега Хоппе по Институту Мизеса, в целом положительно высказался о книге. Он заявил, что «эта книга берёт штурмом всю область политической экономии, и ни один человек, интересующийся этими темами, не может позволить себе пройти мимо неё». Однако Блок, как убеждённый сторонник открытых границ, также отмечает, что пусть аргумент Хоппе касательно ограниченной иммиграции строится исключительно на либертарианских основаниях, в нём есть несколько существенных проблем.
Стефан Кинселла, американский экономист и юрист, также положительно оценил книгу, назвав её «местами резкой, но чётко описывающей нынешней положение дел в лучшей ротбардианской традиции».

## Издания
Английский: Democracy — The God That Failed
- Transaction Publishers[англ.] [New Brunswick, NJ] (2001)
  - Твёрдый переплёт. ISBN 0765800888
  - Мягкая обложка. ISNB 0765808684
- Routledge (2017)
  - Твёрдый переплёт. ISBN 9780765808684
  - Мягкая обложка. ISBN 9781138522169
  - eBook. ISBN 9780203793572
  - Аудиокнига на Институте Мизеса и Soundcloud

Русский: Демократия — низвергнутый Бог
- Скрипториум (2020)
  - Мягкий переплёт
- Shevtsov Library (2022)
  - eBook. ISNB 9794934572829

Немецкий: Demokratie: Der Gott, der keiner ist
- Manuscriptum [Leipzig, Deutschland]
  - Послесловие Лоренца Ягера.
  - Твёрдый переплёт. ISBN 3933497868

Испанский: Monarquia, Democracia y Orden Natural: Una Vision Austriaca de la era Americana
- Институт Мизеса [Auburn, AL] (2013)
  - Мягкий переплёт. ISBN 8493377406

Португальский: Democracia: O Deus que Falhou
- Instituto Ludwig von Mises Brasil [São Paulo, Brazil] (2014)
  - Твёрдый переплёт. ISBN 9788581190792
  - eBook. ISBN 8581190820

Чешский: Demokracie, anarchie a omyly ekonomie
- Alfa / Liberální institut [Praha, Czech Republic] (2009)
  - Твёрдый переплёт. ISBN 9788087197233

Польский: Demokracja. Bóg, który zawiódł
- Fijorr Publishing [Warsaw, Poland] (2006)
  - Мягкая обложка. ISBN 9788389812216

Французской: Démocratie, le dieu qui a échoué
- Stéphane Geyres, Daivy Merlijs [перевод] (2020)
  - Мягкая обложка. ISBN 9798622535567
  - eBook. ASIN[англ.] B085TQVK6B

Итальянский: Democrazia: il dio che ha fallito
- Liberilibri [Macerata, Italy] (2006)
  - Твёрдый переплёт. ISBN 8885140777

Болгарский: Демокрацията: Богът, който се провали
- Издателска къща МаК (2015)
  - Твёрдый переплёт. ISBN 9789548585347

Корейский: 민주주의는 실패한 신인가
- Korean Center for Free Enterprise [Seoul, South Korea] (2004)
  - Твёрдый переплёт. ISBN 8930080227
  - Мягкая обложка. ISBN 8930080014